# Amy Smart
Amy Lysle Smart (Los Angeles, 1976. március 26. –) amerikai színésznő.

## Élete és pályafutása
Tizenhárom éves korában kezdett modellkedni, majd az MTV 1994-es Rock the Vote kampányában kötött ki. A show világába apróbb, tévéfilmes szerepekkel tört be, ezután az 1997-ben készült Szerelem utolsó vérig című független filmben kapott szerepet.
Nem sokkal később kis szerepet játszott Paul Verhoeven Csillagközi invázió (1997) című sci-fijében. A How to Make the Cruelest Month (1998) filmvígjátékban Smart egy szélhámos nőt alakított, aki saját nővérét is becsapta. Ezeket a Horror kemping című horrorfilm, majd a Strangeland követte, melynek a Twisted Sister frontembere, Dee Snider volt a producere, főszereplője és írója.
Népszerűségének csúcspontjára az 1999-es Prérifarkas Blues című vígjáték-drámával ért el. Ebben egy fiatal lány, Jules Harbor szerepét játszotta, aki arról álmodozik, hogy megszabadul a futballmániás kisvárostól, melyhez bátyja és a James Van Der Beek által alakított szerelme által is kötődik. Szerepelt a Cool túra című amerikai vígjátékban, melyben a főszereplő Josht (Breckin Meyer) csábítja el régi nagy szerelmétől. Ugyancsak közkedveltté tette a Jótanácsok kamaszoknak című komédia, melyben Alec Baldwin oldalán játszotta a szegény fiúért epekedő gazdag lány szerepét. 1999-2001 között a Felicity című sorozatban tűnt fel.
Színészi karrierje mellett Amy Smart lelkes szószólója annak a környezetvédelmi mozgalomnak, mely fő célként a Santa Monica Bay rendbetételét tűzte ki.

## Magánélete
2011 szeptemberében ment feleségül Carter Oosterhouse televíziós személyiséghez, az esküvőt a michigani Traverse City-ben tartották. Első gyermekük, Flora Oosterhouse béranyán keresztül született meg 2016. december 26-án.

## Filmográfia

### Film
| Év   | Magyar cím                       | Eredeti cím                       | Szerep                   | Magyar hang         |
| ---- | -------------------------------- | --------------------------------- | ------------------------ | ------------------- |
| 1997 | Horror kemping                   | Campfire Tales                    | Jenny                    |                     |
| 1997 | Szerelem utolsó vérig            | The Last Time I Committed Suicide | Jeananne                 |                     |
| 1997 | Csillagközi invázió              | Starship Troopers                 | Stack Lumbreiser hadnagy |                     |
| 1997 | Feszültségben                    | High Voltage                      | Molly                    | Majsai-Nyilas Tünde |
| 1997 |                                  | Circles                           | Allison                  |                     |
| 1998 |                                  | How to Make the Cruelest Month    | Dot Bryant               |                     |
| 1998 | Sztár a lelke mindennek          | Starstruck                        | Tracey Beck              |                     |
| 1998 |                                  | Strangeland                       | Angela Stravelli         |                     |
| 1999 | Prérifarkas Blues                | Varsity Blues                     | Jules Harbor             | Juhász Judit        |
| 1999 | Jótanácsok kamaszoknak           | Outside Providence                | Jane Weston              |                     |
| 2000 | Cool túra                        | Road Trip                         | Beth Wagner              | Vadász Bea          |
| 2001 | Scotland, Pennsylvania           | Scotland, PA                      | Stacy                    |                     |
| 2001 | Üldözési mánia                   | Rat Race                          | Tracy Eaucet             | Németh Kriszta      |
| 2002 | Úttalan út                       | Interstate 60                     | Lynn Linden              | Dögei Éva           |
| 2003 | Szexi party                      | National Lampoon's Barely Legal   | Naomi                    |                     |
| 2003 | Háborúzni mentem, Kelly!         | The Battle of Shaker Heights      | Tabitha Bowland          |                     |
| 2003 | Veszedelmes emlékek              | Blind Horizon                     | Liz Culpepper            | Vadász Bea          |
| 2004 | Pillangó-hatás                   | The Butterfly Effect              | Kayleigh Miller          | Dögei Éva           |
| 2004 | Nyerj egy randit Ted Hamiltonnal | Win a Date with Tad Hamilton!     | Betty nővér              | Kovalik Ágnes       |
| 2004 | Starsky és Hutch                 | Starsky & Hutch                   | Holly Monk               | Solecki Janka       |
| 2005 | Szerelmes Cyrano                 | Bigger Than the Sky               | Grace Hargrove / Roxanne |                     |
| 2005 | Pasik, London, Szerelem          | The Best Man                      | Sarah Marie Barker       | Kisfalvi Krisztina  |
| 2005 | Csak barátok                     | Just Fiends                       | Jamie Palamino           | Sánta Annamária     |
| 2006 | A békés harcos útja              | Peaceful Warrior                  | Joy                      | Solecki Janka       |
| 2006 | Crank – Felpörögve               | Crank                             | Eve Lydon                | Mezei Kitty         |
| 2008 |                                  | Life in Flight                    | Catherine Sargent        |                     |
| 2008 | Tükrök                           | Mirrors                           | Angela Carson            | Zsigmond Tamara     |
| 2008 |                                  | Seventh Moon                      | Melissa                  |                     |
| 2009 | Szeress és táncolj!              | Love N' Dancing                   | Jessica Donovan          | Solecki Janka       |
| 2009 | Crank 2. – Magasfeszültség       | Crank: High Voltage               | Eve Lydon                | Vadász Bea          |
| 2010 | Halálos éberség                  | Dead Awake                        | Natalie                  | Vadász Bea          |
| 2011 |                                  | House of the Rising Sun           | Jenny Porter             |                     |
| 2011 | Családi meló                     | The Reunion                       | Nina Cleary              | Wégner Judit        |
| 2012 | Sose bízz a szomszédodban!       | Columbus Circle                   | Lillian Hart             | Vadász Bea          |
| 2013 |                                  | No Clue                           | Kyra                     |                     |
| 2014 |                                  | Break Point                       | Heather                  |                     |
| 2014 | Bűnös Louisiana                  | Bad Country                       | Lynn Weiland             | Solecki Janka       |
| 2014 | Facér mamik klubja               | The Single Moms Club              | Hillary Massey           | Vadász Bea          |
| 2014 |                                  | Flight 7500                       | Pia Martin               |                     |
| 2014 |                                  | Among Ravens                      | Wendy Conifer            |                     |
| 2015 |                                  | Zoey to the Max                   | Samantha Jenkins         |                     |
| 2015 |                                  | Hangman                           | Melissa                  |                     |
| 2016 |                                  | Patient Seven                     | anya                     |                     |
| 2017 |                                  | Apple of My Eye                   | Caroline Andrews         |                     |
| 2017 | Őrzött idő                       | The Keeping Hours                 | Amy                      |                     |
| 2018 |                                  | Mississippi Requiem               | ismeretlen szerep        |                     |
| 2018 |                                  | The Brawler                       | Linda Wepner             |                     |
| 2018 |                                  | Avengers of Justice: Farce Wars   | Jean Wonder              |                     |
| 2022 |                                  | Tyson's Run                       | Eloise                   |                     |
| 2023 |                                  | The Christmas Classic             | Lynn Byrd                |                     |
| 2024 |                                  | Rally Caps                        | Nora                     |                     |

### Televízió
| Év        | Magyar cím                               | Eredeti cím                       | Szerep               | Megjegyzések                                    |
| --------- | ---------------------------------------- | --------------------------------- | -------------------- | ----------------------------------------------- |
| 1996      | Drága tanulópénz                         | Her Costly Affair                 | Dee                  | tévéfilm                                        |
| 1999      |                                          | Brookfield                        | Daly Roberts         | tévéfilm                                        |
| 1999–2001 |                                          | Felicity                          | Ruby                 | visszatérő szereplő (2–3. évad)                 |
| 2000      | A ’70-es évek                            | The ’70s                          | Christie Shales      | minisorozat                                     |
| 2003–2009 | Dokik                                    | Scrubs                            | Jamie Moyer          | 4 epizód                                        |
| 2005–2011 | Robotcsirke                              | Robot Chicken                     | több szereplő hangja | 6 epizód                                        |
| 2006      |                                          | Smith                             | Annie                | főszereplő                                      |
| 2008      |                                          | The Meant to Be's                 | Janine               | tévéfilm                                        |
| 2009      |                                          | See Kate Run                      | Katherine Sullivan   | tévéfilm                                        |
| 2011      | 12 karácsonyi randi                      | 12 Dates of Christmas             | Kate Stanton         | - tévéfilm - magyar hangja: - Nemes Takách Kata |
| 2011–2012 | Shameless – Szégyentelenek               | Shameless                         | Jasmine Hollander    | visszatérő szereplő (6 epizód)                  |
| 2012      | Négy férfi, egy eset                     | Men at Work                       | Lisa                 | 2 epizód                                        |
| 2012      |                                          | Bad Girls                         | Brandi               | tévéfilm                                        |
| 2014      | A törvény embere                         | Justified                         | Alison Brander       | visszatérő szereplő (9 epizód)                  |
| 2014      |                                          | Run for Your Life                 | Meredith Redmond     | tévéfilm                                        |
| 2016      | Angie Tribeca – A törvény nemében        | Angie Tribeca                     | Stacy                | 1 epizód                                        |
| 2016      |                                          | Maron                             | Nina                 | 2 epizód                                        |
| 2016      |                                          | Sister Cities                     | Mary Baxter fiatalon | tévéfilm                                        |
| 2017      | Esküdt ellenségek: Különleges ügyosztály | Law & Order: Special Victims Unit | Karla Wyatt          | 1 epizód                                        |
| 2017      | Váratlan kaland                          | Love at First Glance              | Mary Landers         | tévéfilm                                        |
| 2018      | MacGyver                                 | MacGyver                          | Dixie/Dawn           | 2 epizód                                        |
| 2020–2022 | Stargirl                                 | Stargirl                          | Barbara Whitmore     | - főszereplő - magyar hangja: - Balsai Móni     |

## Fordítás
- Ez a szócikk részben vagy egészben  az   Amy Smart című angol Wikipédia-szócikk fordításán alapul.  Az eredeti cikk szerkesztőit annak laptörténete sorolja fel. Ez a jelzés csupán a megfogalmazás eredetét és a szerzői jogokat jelzi, nem szolgál a cikkben szereplő információk forrásmegjelöléseként.